# Beaufort (Nord)
Pour les articles homonymes, voir Beaufort.
Beaufort est une commune française située dans le département du Nord, en région Hauts-de-France.

## Géographie

### Description
Beaufort est située dans le sud-est du département du Nord (Hainaut).
La commune fait partie administrativement de l'Avesnois, historiquement du Hainaut et ses paysages rappellent la Thiérache.
Le village se trouve à 90 km de Lille (préfecture du Nord), Bruxelles (Belgique), à 35 km de Valenciennes, Mons (B) ou Charleroi (B), à 13 km d'Avesnes-sur-Helpe (sous-préfecture) et à 8 km de Maubeuge.
Beaufort comporte des espaces boisés qui forment la Haie d'Avesnes.
Beaufort est placée sur l'axe routier connu qu'est la RN 2 (route nationale 2) reliant Paris à Bruxelles.

### Communes limitrophes
| Hautmont        | Louvroil | Ferrière-la-Grande     |
| Limont-Fontaine | Beaufort | Damousies              |
| Éclaibes        | Dourlers | Wattignies-la-Victoire |

### Hydrographie

#### Réseau hydrographique
La commune est située dans le bassin Artois-Picardie. Elle est drainée par le Cligneux, le ruisseau Des Près à Forêt, le ruisseau Des Viviers, le ruisseau du Paradis et un autre petit cours d'eau,.
Le Cligneux, d'une longueur de 11 km, prend sa source dans la commune  et se jette  dans la Sambre canalisée à Boussières-sur-Sambre, après avoir traversé six communes.

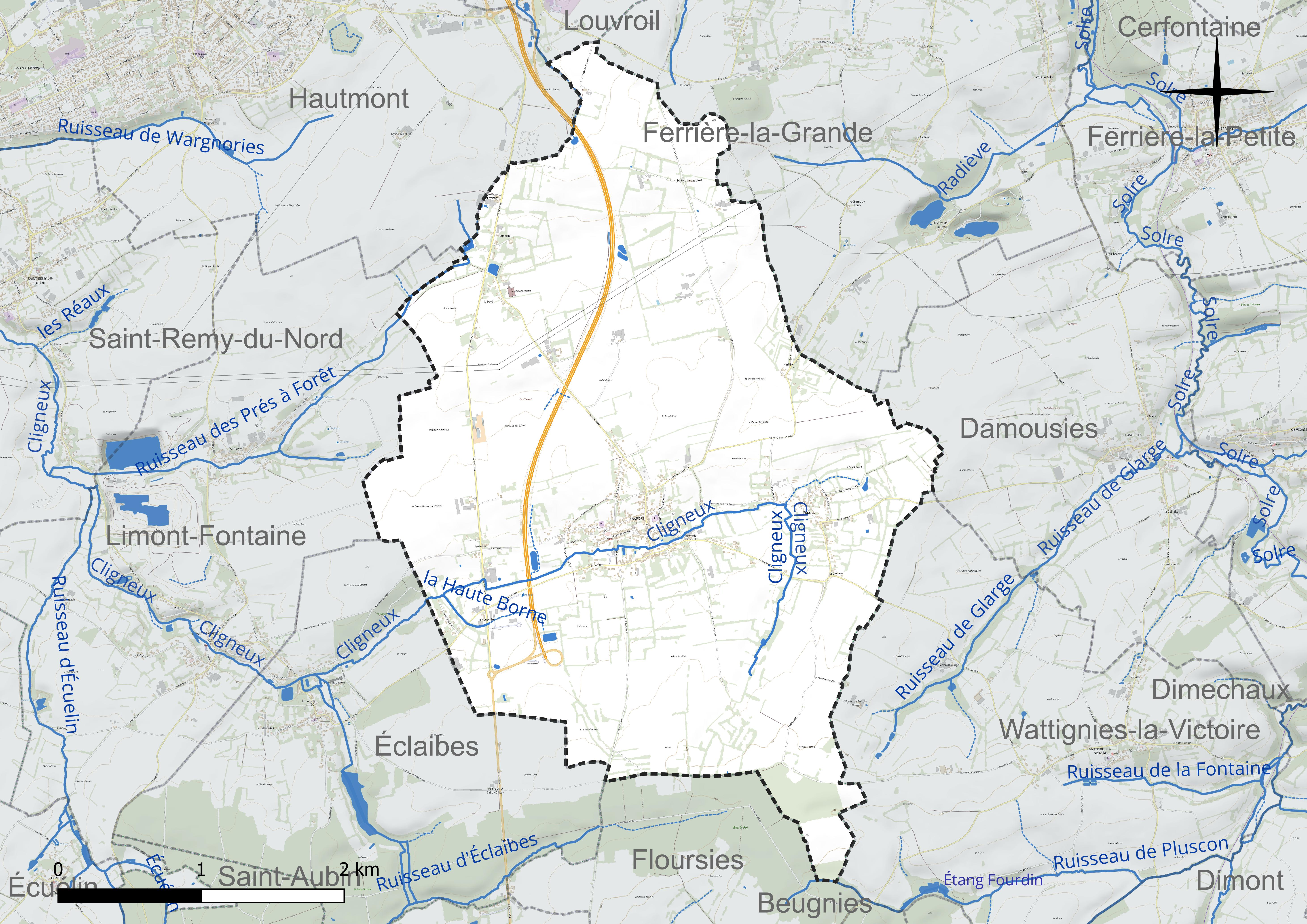
Réseau hydrographique de Beaufort.

#### Gestion et qualité des eaux
Le territoire communal est couvert par le schéma d'aménagement et de gestion des eaux (SAGE) « Sambre ». Ce document de planification concerne un territoire de 1 253 km2 de superficie, délimité par le bassin versant de la Sambre. Le périmètre a été arrêté le 1er novembre 2003 et le SAGE proprement dit a été approuvé le 21 septembre 2012, puis modifié le 18 août 2022. La structure porteuse de l'élaboration et de la mise en œuvre est le syndicat mixte du Parc naturel régional de l'Avesnois.
La qualité des cours d'eau peut être consultée sur un site dédié géré par les agences de l'eau et l'Agence française pour la biodiversité.

### Climat
Pour des articles plus généraux, voir Climat des Hauts-de-France et Climat du Nord.
En 2010, le climat de la commune est de type climat des marges montargnardes, selon une étude du CNRS s'appuyant sur une série de données couvrant la période 1971-2000. En 2020, Météo-France publie une typologie des climats de la France métropolitaine dans laquelle la commune est exposée à un climat océanique altéré et est dans la région climatique Nord-est du bassin Parisien, caractérisée par un ensoleillement médiocre, une pluviométrie moyenne régulièrement répartie au cours de l'année et un hiver froid (3 °C).
Pour la période 1971-2000, la température annuelle moyenne est de 9,7 °C, avec une amplitude thermique annuelle de 15,2 °C. Le cumul annuel moyen de précipitations est de 883 mm, avec 12,7 jours de précipitations en janvier et 10,4 jours en juillet. Pour la période 1991-2020, la température moyenne annuelle observée sur la station météorologique la plus proche, située sur la commune de Saint-Hilaire-sur-Helpe à 10 km à vol d'oiseau, est de 10,5 °C et le cumul annuel moyen de précipitations est de 802,4 mm,. Pour l'avenir, les paramètres climatiques de la commune estimés pour 2050 selon différents scénarios d'émission de gaz à effet de serre sont consultables sur un site dédié publié par Météo-France en novembre 2022.

## Urbanisme

### Typologie
Au 1er janvier 2024, Beaufort est catégorisée bourg rural, selon la nouvelle grille communale de densité à sept niveaux définie par l'Insee en 2022.
Elle est située hors unité urbaine. Par ailleurs la commune fait partie de l'aire d'attraction de Maubeuge (partie française), dont elle est une commune de la couronne,. Cette aire, qui regroupe 65 communes, est catégorisée dans les aires de 50 000 à moins de 200 000 habitants,.

### Occupation des sols
L'occupation des sols de la commune, telle qu'elle ressort de la base de données européenne d'occupation biophysique des sols Corine Land Cover (CLC), est marquée par l'importance des territoires agricoles (94,5 % en 2018), une proportion sensiblement équivalente à celle de 1990 (95 %). La répartition détaillée en 2018 est la suivante : 
terres arables (59,5 %), prairies (32,8 %), zones urbanisées (4 %), zones agricoles hétérogènes (2,1 %), forêts (1,6 %). L'évolution de l'occupation des sols de la commune et de ses infrastructures peut être observée sur les différentes représentations cartographiques du territoire : la carte de Cassini (XVIIIe siècle), la carte d'état-major (1820-1866) et les cartes ou photos aériennes de l'IGN pour la période actuelle (1950 à aujourd'hui).

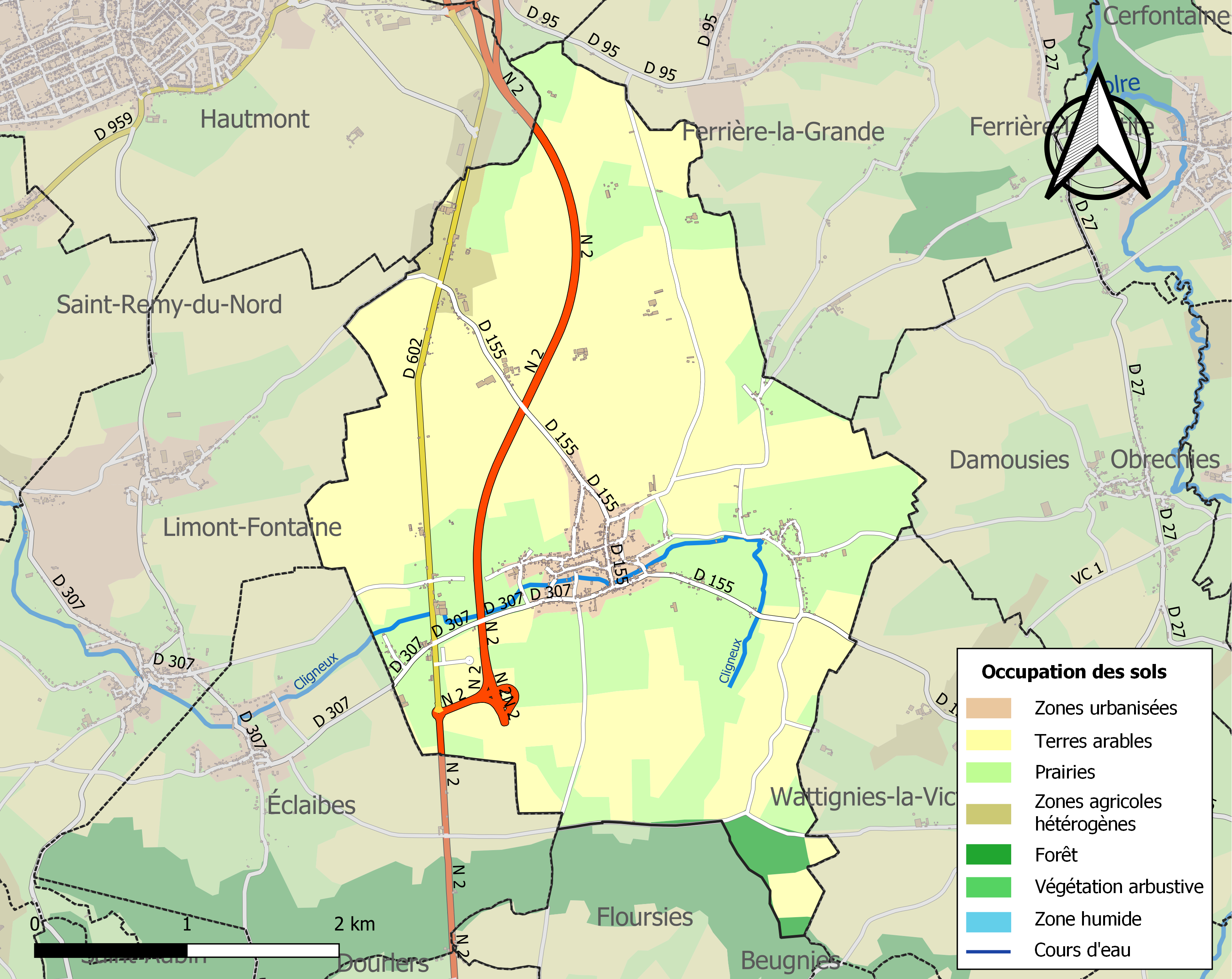
Carte des infrastructures et de l'occupation des sols de la commune en 2018 (CLC).

### Lieux-dits, hameaux et écarts
Beaufort compte trois hameaux :  la Haute-Borne, Marlière et Ropsies, situé à l'est du village.

Ropsies
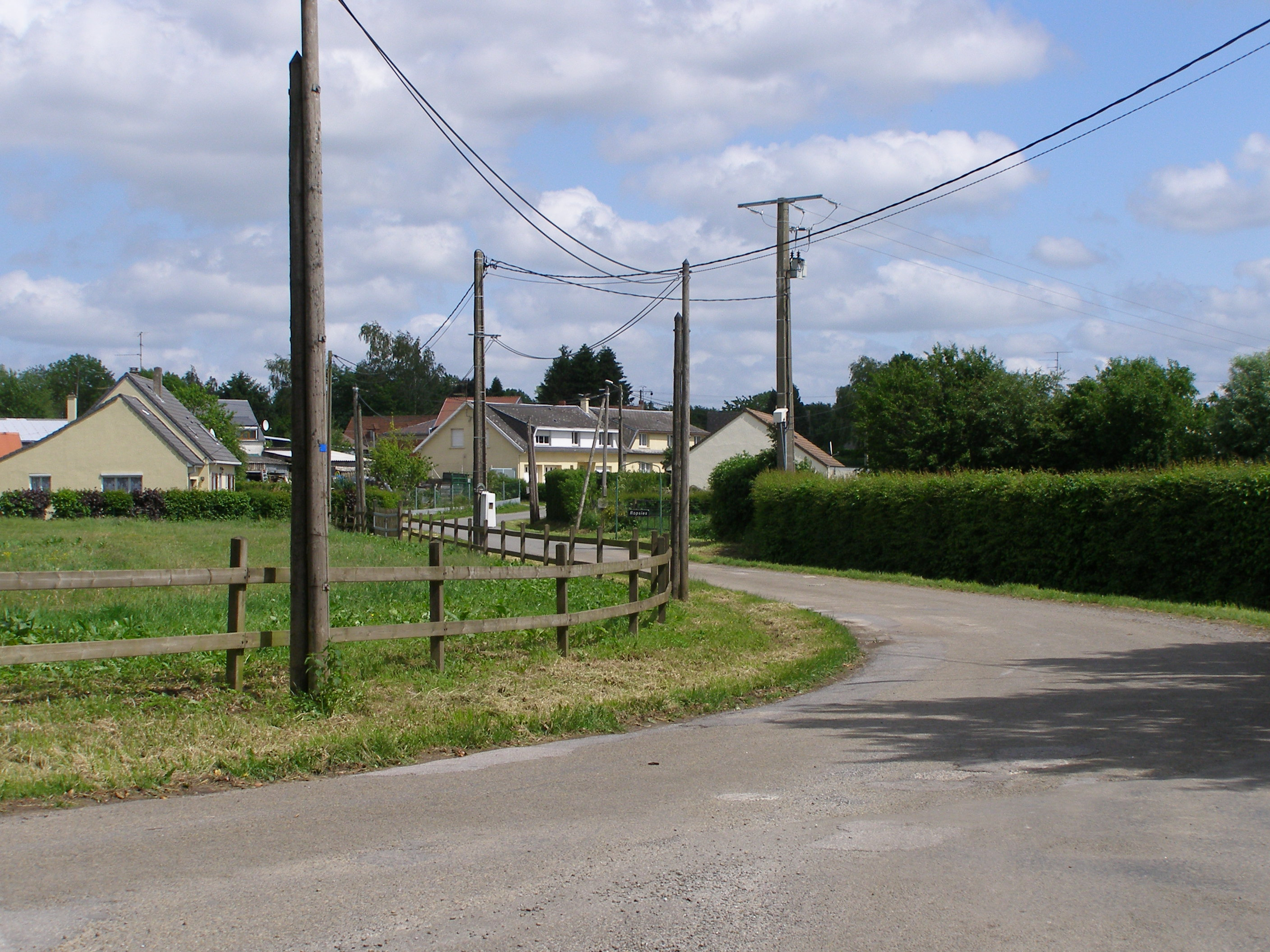
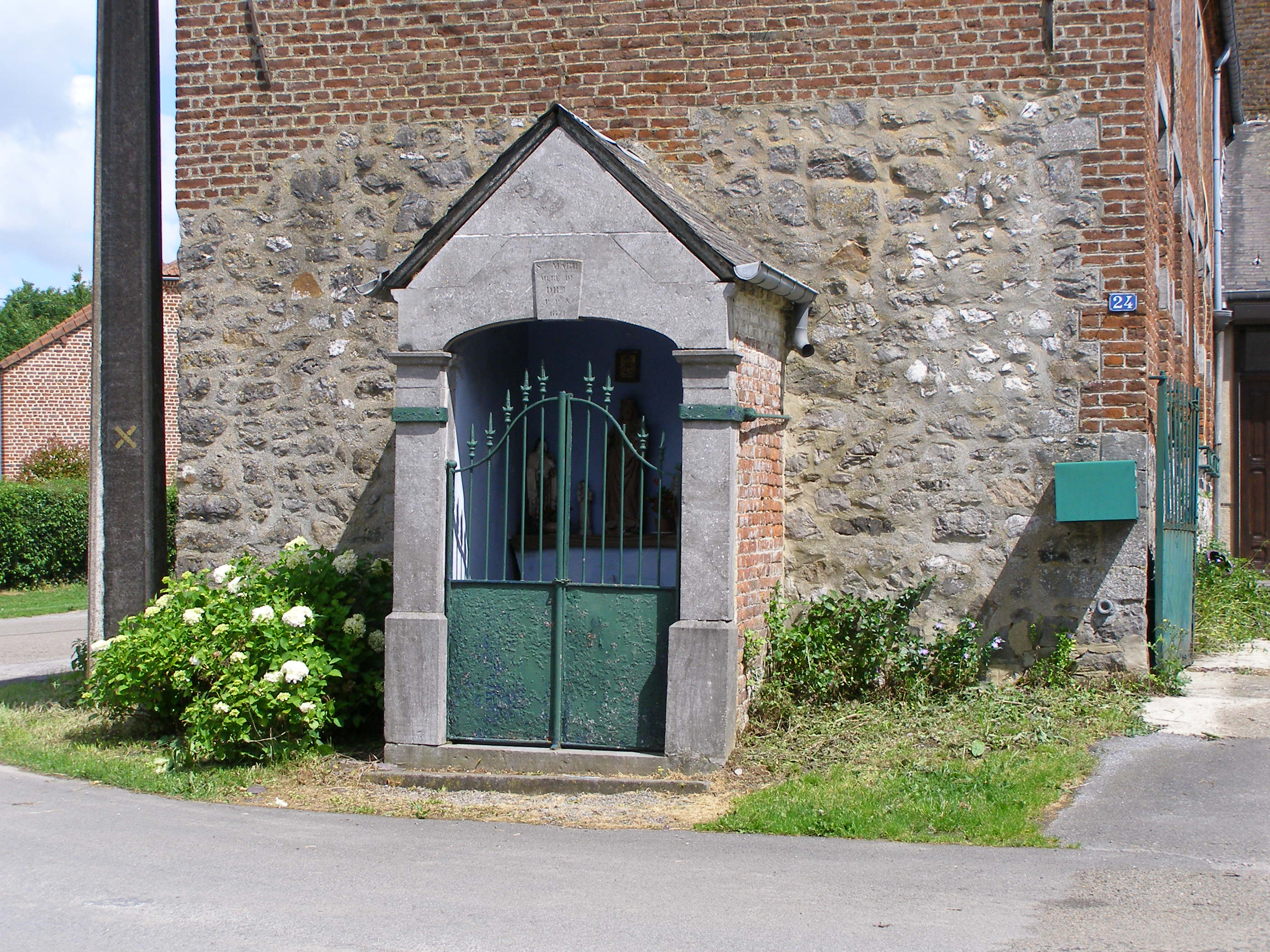
Chapelle Notre-Dame.

### Habitat et logement
En 2019, le nombre total de logements dans la commune était de 446, alors qu'il était de 430 en 2014 et de 398 en 2009.
Parmi ces logements, 95,1 % étaient des résidences principales, 0,7 % des résidences secondaires et 4,3 % des logements vacants. Ces logements étaient pour 98,9 % d'entre eux des maisons individuelles et pour 0,7 % des appartements.
Le tableau ci-dessous présente la typologie des logements à Beaufort en 2019 en comparaison avec celle du Nord et de la France entière. Une caractéristique marquante du parc de logements est ainsi une proportion de résidences secondaires et logements occasionnels (0,7 %) inférieure à celle du département (1,6 %) mais supérieure à celle de la France entière (9,7 %). Concernant le statut d'occupation de ces logements, 81,1 % des habitants de la commune sont propriétaires de leur logement (81,8 % en 2014), contre 54,7 % pour le Nord et 57,5 pour la France entière.
| Typologie                                               | Beaufort | Nord | France entière |
| ------------------------------------------------------- | -------- | ---- | -------------- |
| Résidences principales (en %)                           | 95,1     | 90,6 | 82,1           |
| Résidences secondaires et logements occasionnels (en %) | 0,7      | 1,6  | 9,7            |
| Logements vacants (en %)                                | 4,3      | 7,8  | 8,2            |

### Voies de communication et transports
La route nationale 2, traversant l'ensemble du village de part en part était un axe important de circulation reliant Paris à Mons (Belgique). Un projet a donc été monté par la direction départementale de l'Équipement en 2002 afin de libérer cet axe saturé et accidentogène, et malgré l'hostilité importante de la population, le Ministre des transports en exercice à cette époque prit la décision de choisir un tracé traversant le village à la manière de la RN2. L'ancien itinéraire constitue désormais la RD 602.
Le village est desservi, en 2024, par le service de transport à la demande du réseau Stibus, ainsi que par les lignes 952 et 986 du réseau interurbain Arc-en-Ciel 4.

## Toponymie
La localité a été dénommée Beaufort en 1133 (Tit. de Saint-Aubert. Le Carp. Pr. II, 82.), Kiviniis en 1173 (Chron. de Gisl. 85), Bovinies (Delwarte, III, 21.),  Bouvignies(l'abb. Hossart, Hist. du Hainaut, 281.), Belfort en 1184 (chron. de Gisl., 138), Beaufort en 1186 (J. de G., ann. du Hain., XII, 339), Beaufort en 1273,  (1er cart. du Hainaut, pièce 363), Biaufort en 1286 (cart. de l'abb. d'Alne), Biauffort (manuscrit de la bibliothèque de Valenciennes).
Beaufort tire son nom de la tour construite en 1173 par les comtes de Hainaut[réf. nécessaire].

## Histoire

### Antiquité
On a trouvé, près de la tour de Beaufort, des médailles romaines

### Moyen Âge
Une fortification est construite en 1173 par Bauduin V, comte de Hainaut, de Namur et de Flandre, pour défendre ses terres contre les incursions de Jacques, seigneur d'Avesnes, son vassal.
En 1186, Beaufort forme une paroisse du décanat de Maubeuge.
Des lettres de mars 1273, de Jean de Hainaut, fils aîné de feu Jean d'Avesnes indiquent que par accord fait entre son père et Bauduin d'Avesnes, seigneur de Beaumont, son oncle, il a été convenu que Bauduin et ses héritiers devaient avoir pour leur part, entre autres biens, la ville de Beaufort, ainsi que les bois de Maubeuge, que la comtesse de Flandre, Marguerite d'Alsace, son aïeule, possédait avec l'abbesse de Maubeuge.
Passée à la châtellenie de Beaumont en 1272, la terre est apportée en dot aux seigneurs d'Avesnes au XIVe siècle. .
Un traité passé en 1304 entre Jean Ier de Hainaut, et Henri VII, comte de Luxembourg à la demande du roi Philippe IV le Bel où  le comte de Luxembourg renonce en faveur du comte de Hainaut, à ses prétentions sur les terres de Beaufort, moyennant une rente perpétuelle de 2 200 livres tournois. 

### Temps modernes
Beaufort est cédé à la France par échange, en vertu d'un traité signé à Lille le 3 décembre 1699 et relève alors de la prévôté de Maubeuge. Il compte 861 habitants, dont 120 indigents et quatre mendiants.
Selon la légende, de nombreux tunnels ont été creusés entre la tour de Beaufort, le château de Limont-Fontaine (situé à 4 km) et les remparts Vauban de la ville de Maubeuge. Ils étaient destinés à permettre l'évacuation du comte de Hainaut en cas d'invasion du bourg. Certains vestiges sont encore visibles dans les caves les plus anciennes du village[réf. nécessaire].

### Époque contemporaine
La rue de l'hôpital rappelle qu'une des fermes imposantes a pris la fonction d'hôpital de campagne pendant la Première Guerre mondiale, époque où Beaufort était en territoire allemand[réf. nécessaire].
Le village est également occupé pendant la Seconde Guerre mondiale par un commandement d'infanterie allemand. Il occupait notamment le château Carré, situé aux abords du village. Aucune destruction n'a été à déplorer, ni pendant l'Occupation, ni lors de la Libération. Néanmoins, le village est fortement marqué par le défilé américain d'avril 1945[réf. nécessaire].

## Politique et administration

### Rattachements administratifs et électoraux

#### Rattachements administratifs
La commune se trouve  dans l'arrondissement d'Avesnes-sur-Helpe du département du Nord.
Elle faisait partie  de 1793 à 1910 du canton de Maubeuge, année où celui-ci est scindé et la commune rattachée au canton de Maubeuge-Nord. En 1958, elle rejoint le canton d'Hautmont. Dans le cadre du redécoupage cantonal de 2014 en France, cette circonscription administrative territoriale a disparu, et le canton n'est plus qu'une circonscription électorale.

#### Rattachements électoraux
Pour les élections départementales, la commune fait partie depuis 2014 du canton d'Avesnes-sur-Helpe
Pour l'élection des députés, elle fait partie de la douzième circonscription du Nord.

### Intercommunalité
Beaufort était membre de la communauté de communes Sambre - Avesnois, un établissement public de coopération intercommunale (EPCI) à fiscalité propre créé en  1994 et auquel la commune avait transféré un certain nombre de ses compétences, dans les conditions déterminées par le code général des collectivités territoriales.
Cette intercommunalité a fusionné avec ses voisines pour former, le 1er janvier 2017, la communauté d'agglomération Maubeuge Val de Sambre dont est désormais membre la commune.

### Liste des maires
| Période                                  | Période                       | Identité            | Étiquette | Qualité                          |
| ---------------------------------------- | ----------------------------- | ------------------- | --------- | -------------------------------- |
| Les données manquantes sont à compléter. |                               |                     |           |                                  |
| avant 1802                               | 1808                          | Jos. Renaux         |           |                                  |
| Les données manquantes sont à compléter. |                               |                     |           |                                  |
| mars 1971                                | mars 1989                     | Louis Liénard       |           |                                  |
| mars 1989                                | mars 2001                     | Michel Debruge      |           |                                  |
| mars 2001                                | mars 2008                     | Jean Marie Contesse | UMP       |                                  |
| mars 2008                                | janvier 2014                  | François Monet      |           | Décédé en fonction               |
| mars 2014                                | En cours (au 11 juillet 2022) | Thérèse Pécher      |           | Réélue pour le mandat 2020-2026, |

## Équipements et services publics
La commune s'est dotée d'une salle socio-culturelle.
Un marché alimentaire est organisé depuis mars 2021 devant la salle socioculturelle les mercredis après-midi des semaines impaires.

### Enseignement
Beaufort  relève de l'académie de Lille.
Les enfants de la commune sont scolarisés dans deux écoles, chacune de deux classes, l'une 36 rue Pasteur et l'autre ruelle Mailly.
Afin de les remplacer, la commune se dote d'une nouvelle école pour la rentrée 2023, dont le chauffage sera assuré, ainsi que la mairie et la salle socio-culturelle, par une chaufferie au bois déchiqueté construite à cette occasion.

## Population et société

### Démographie

#### Évolution démographique
L'évolution du nombre d'habitants est connue à travers les recensements de la population effectués dans la commune depuis 1793. Pour les communes de moins de 10 000 habitants, une enquête de recensement portant sur toute la population est réalisée tous les cinq ans, les populations de référence des années intermédiaires étant quant à elles estimées par interpolation ou extrapolation. Pour la commune, le premier recensement exhaustif entrant dans le cadre du nouveau dispositif a été réalisé en 2008.

En 2022, la commune comptait 1 008 habitants, en évolution de +2,13 % par rapport à 2016 (Nord : +0,51 %, France hors Mayotte : +2,11 %).
| 1793 | 1800 | 1806 | 1821 | 1831 | 1836 | 1841  | 1846  | 1851  |
| ---- | ---- | ---- | ---- | ---- | ---- | ----- | ----- | ----- |
| 619  | 502  | 841  | 778  | 861  | 967  | 1 063 | 1 160 | 1 232 |

| 1856  | 1861  | 1866  | 1872  | 1876  | 1881  | 1886  | 1891  | 1896  |
| ----- | ----- | ----- | ----- | ----- | ----- | ----- | ----- | ----- |
| 1 275 | 1 318 | 1 170 | 1 142 | 1 172 | 1 116 | 1 161 | 1 109 | 1 067 |

| 1901  | 1906  | 1911  | 1921 | 1926  | 1931 | 1936 | 1946 | 1954 |
| ----- | ----- | ----- | ---- | ----- | ---- | ---- | ---- | ---- |
| 1 106 | 1 095 | 1 073 | 966  | 1 024 | 959  | 917  | 910  | 954  |

| 1962  | 1968  | 1975  | 1982  | 1990  | 1999  | 2006 | 2008 | 2013 |
| ----- | ----- | ----- | ----- | ----- | ----- | ---- | ---- | ---- |
| 1 073 | 1 067 | 1 010 | 1 011 | 1 100 | 1 012 | 981  | 972  | 970  |

| 2018  | 2022  | - | - | - | - | - | - | - |
| ----- | ----- | - | - | - | - | - | - | - |
| 1 013 | 1 008 | - | - | - | - | - | - | - |

#### Pyramide des âges
La population de la commune est relativement jeune.
En 2018, le taux de personnes d'un âge inférieur à 30 ans s'élève à 32,2 %, soit en dessous de la moyenne départementale (39,5 %). À l'inverse, le taux de personnes d'âge supérieur à 60 ans est de 27,5 % la même année, alors qu'il est de 22,5 % au niveau départemental.
En 2018, la commune comptait 507 hommes pour 506 femmes, soit un taux de 50,05 % d'hommes, légèrement supérieur au taux départemental (48,23 %).
Les pyramides des âges de la commune et du département s'établissent comme suit.
| Hommes | Classe d’âge | Femmes |
| ------ | ------------ | ------ |
| 0,6    | 90 ou +      | 0,8    |
| 4,3    | 75-89 ans    | 7,1    |
| 20,9   | 60-74 ans    | 21,3   |
| 21,1   | 45-59 ans    | 22,5   |
| 18,7   | 30-44 ans    | 18,2   |
| 15,6   | 15-29 ans    | 12,8   |
| 18,7   | 0-14 ans     | 17,2   |

| Hommes | Classe d’âge | Femmes |
| ------ | ------------ | ------ |
| 0,5    | 90 ou +      | 1,4    |
| 5,3    | 75-89 ans    | 8,1    |
| 14,8   | 60-74 ans    | 16,2   |
| 19,1   | 45-59 ans    | 18,4   |
| 19,5   | 30-44 ans    | 18,7   |
| 20,7   | 15-29 ans    | 19,1   |
| 20,2   | 0-14 ans     | 18     |

### Manifestations culturelles et festivités
Le village de Beaufort est membre d'une confédération de villes et villages des Beauforts. Cette association ("Beaufort en Nord") réunit chaque année un collectif d'habitants de chaque ville du même nom dans un lieu de réunion (lieu changeant chaque année).
À cette occasion, un concours atypique d'épouvantails est organisé dans l'ensemble du village. Plus un concours de décoration qu'un concours de comparaison, il permet d'animer l'ensemble du bourg pendant plusieurs semaines.
Enfin, le marché de Noël, organisé chaque début décembre permet de réunir les savoir-faire des associations et artisans des alentours.

## Culture et patrimoine

### Lieux et monuments

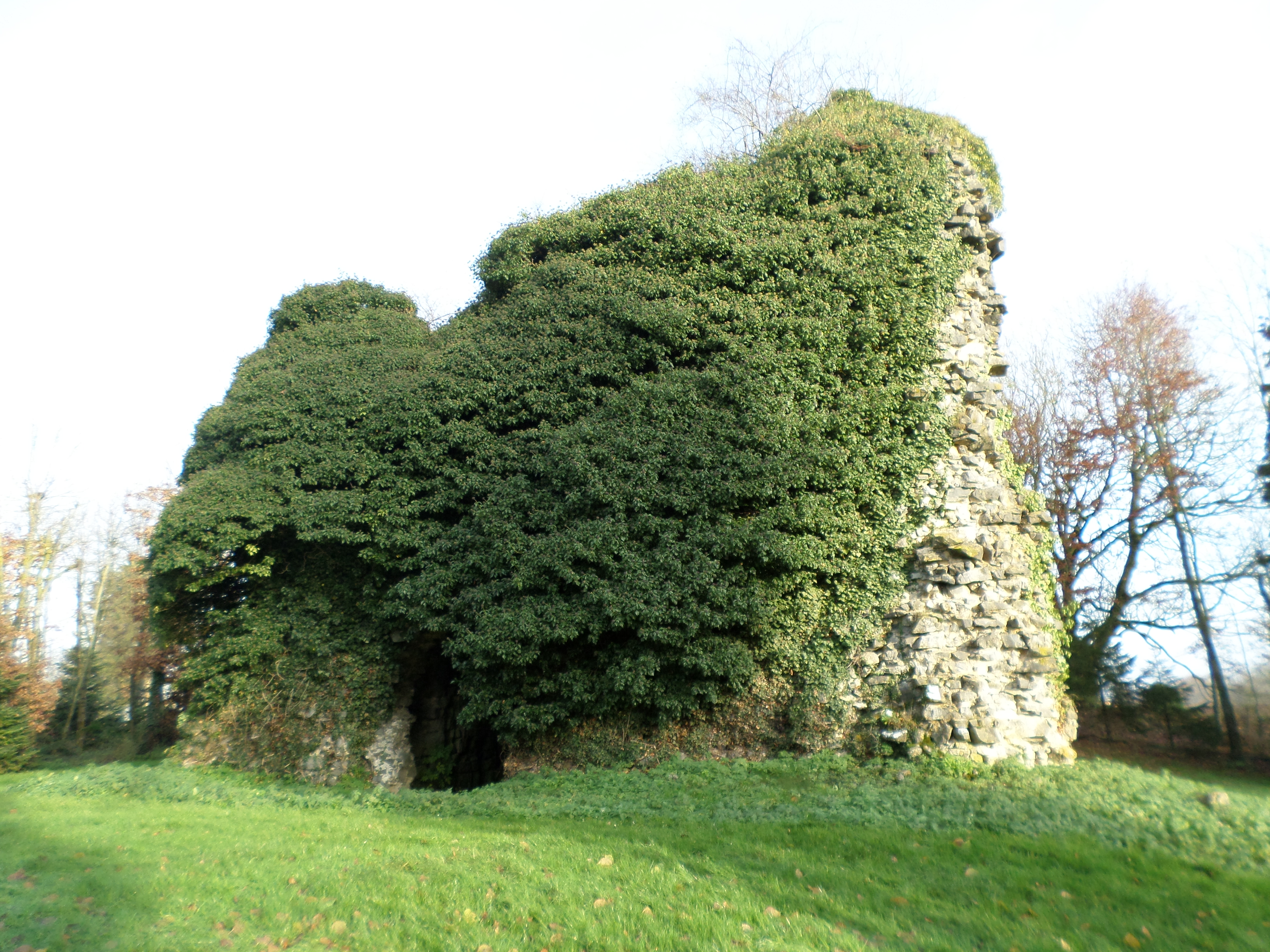
Tour sarrasine de Beaufort.

- Ruines du donjon, du XIIe siècle, dit « tour sarrasine », dont il subsiste la salle du rez-de-chaussée, la trace de l'escalier et un côté de la muraille du 1er étage.
Il est représenté à la fin du XVIe siècle dans les Albums de Croy comme une tour massive de plan carré située sur une motte castrale. L'intérieur ou se trouvent plusieurs pierres tombales datant de 1650 est remarquable par son mobilier avec notamment une chaire datant de 1699[18].
- Église de l'Assomption des XVIe et XVIIIe siècles, constituée d'une nef essentiellement en brique adossée par une tour carrée surmontée d'un clocher tronqué[18],[34].
- Le kiosque à danser, qui date de la fin XIXe siècle. Démonté vers 1960 lors du réaménagement de la place et prêté pendant une quarantaine d'années à la ville de Maubeuge, il a réintégré depuis son emplacement initial[18].
- Monument aux morts situé à proximité du carrefour principal de la commune, à l'emplacement d'un ancien vivier, alimenté par la fontaine Taviaux et où les chevaux pouvaient s'abreuver[34].
- Chapelle, rue d'Avesnes, construit en 1858 par la famille Trampont-Bidorez à l'emplacement d'une croix de chemin[18].
- Chapelle du Bourselot, située rue d'Hautmont / rue Victor Hugo à partir de partir de 1674 à l'initiative d'Augustin Grégoire, surnommé le Bourselot, qui habitait la maison voisine. Elle abrite une Vierge à l'Enfant couronnée et porte également les noms de N.D. de Consolation ainsi que N.D. de Grâce avec la date de 1749. Honorine Masson et Lucienne Labbéont  fait restaurer le bâtiment en 1831[18].
- Chapelle N.D. de la Route, édifiée à l'initiative de l'Abbé Lefèbvre en 1959 en remplacement de celle qui a été détruite en 1918 pendant la Première Guerre mondiale et qui était située dans la pâture Colson, chemin d'Eclaibes[18].
- Un parcours de petite randonnée (3 ou 7 km) a été créé pour admirer les ruelles du village et la campagne environnante[35].

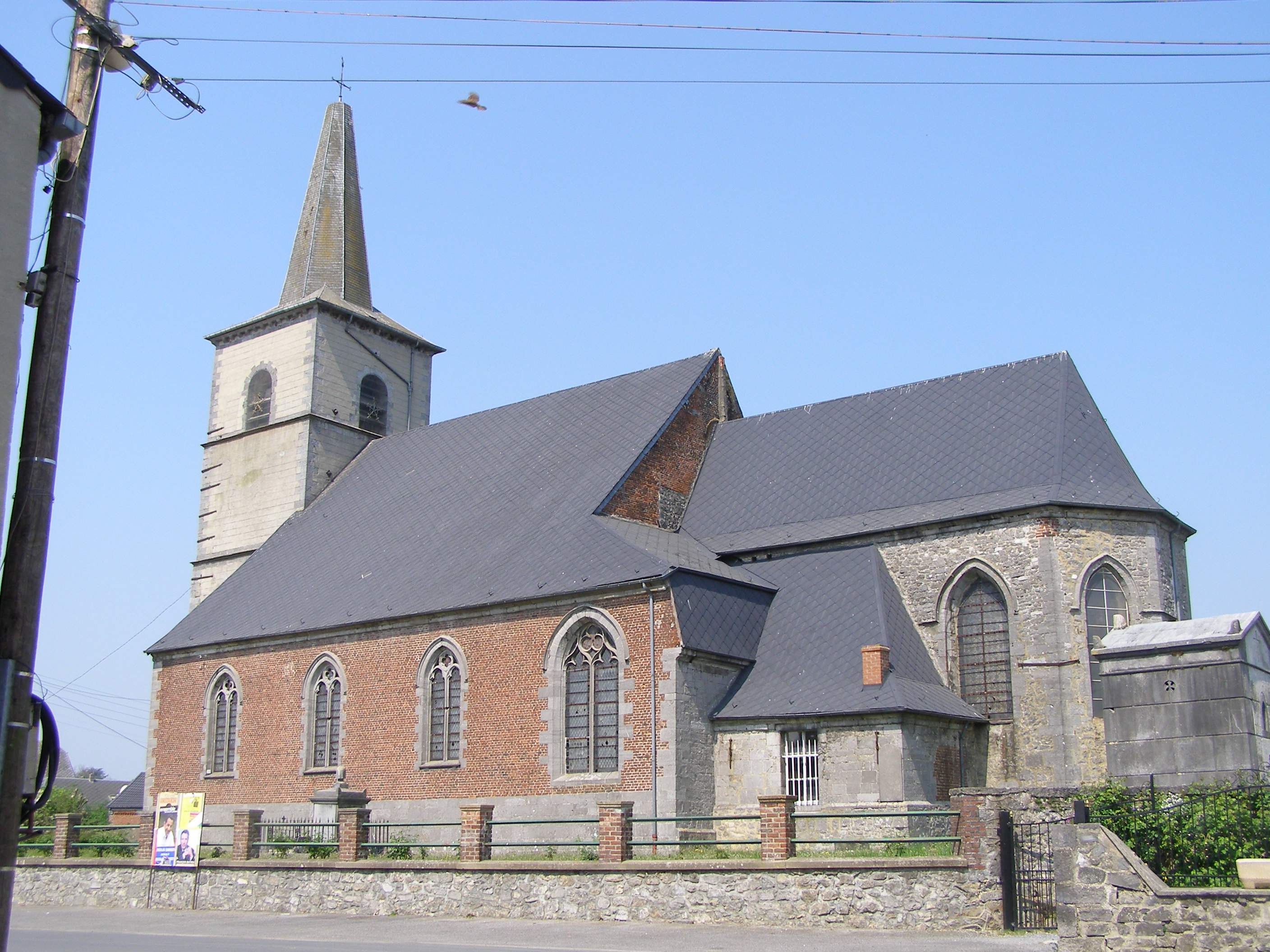
Église de l'Assomption.
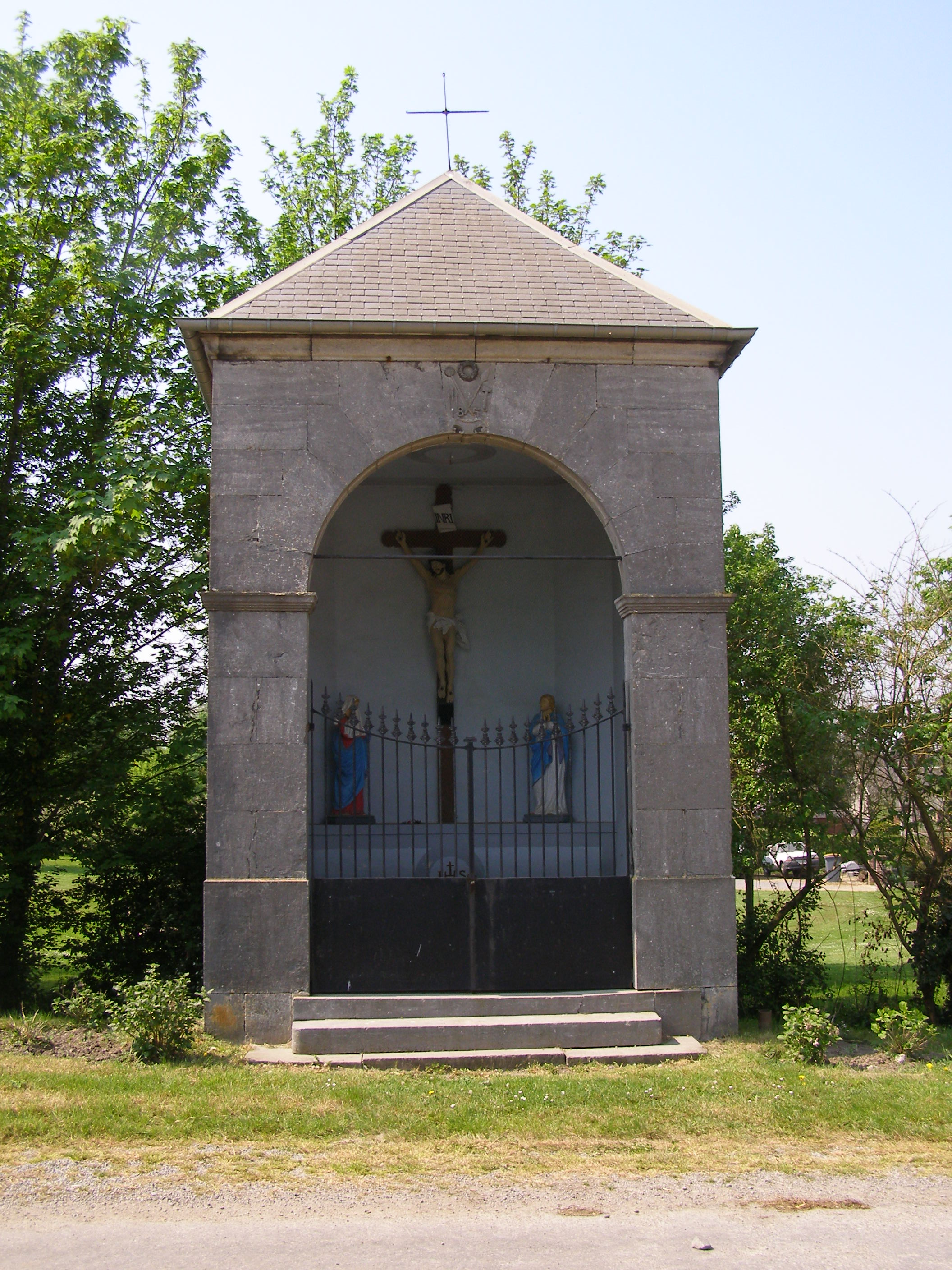
Sur le circuit d'Avesnes.
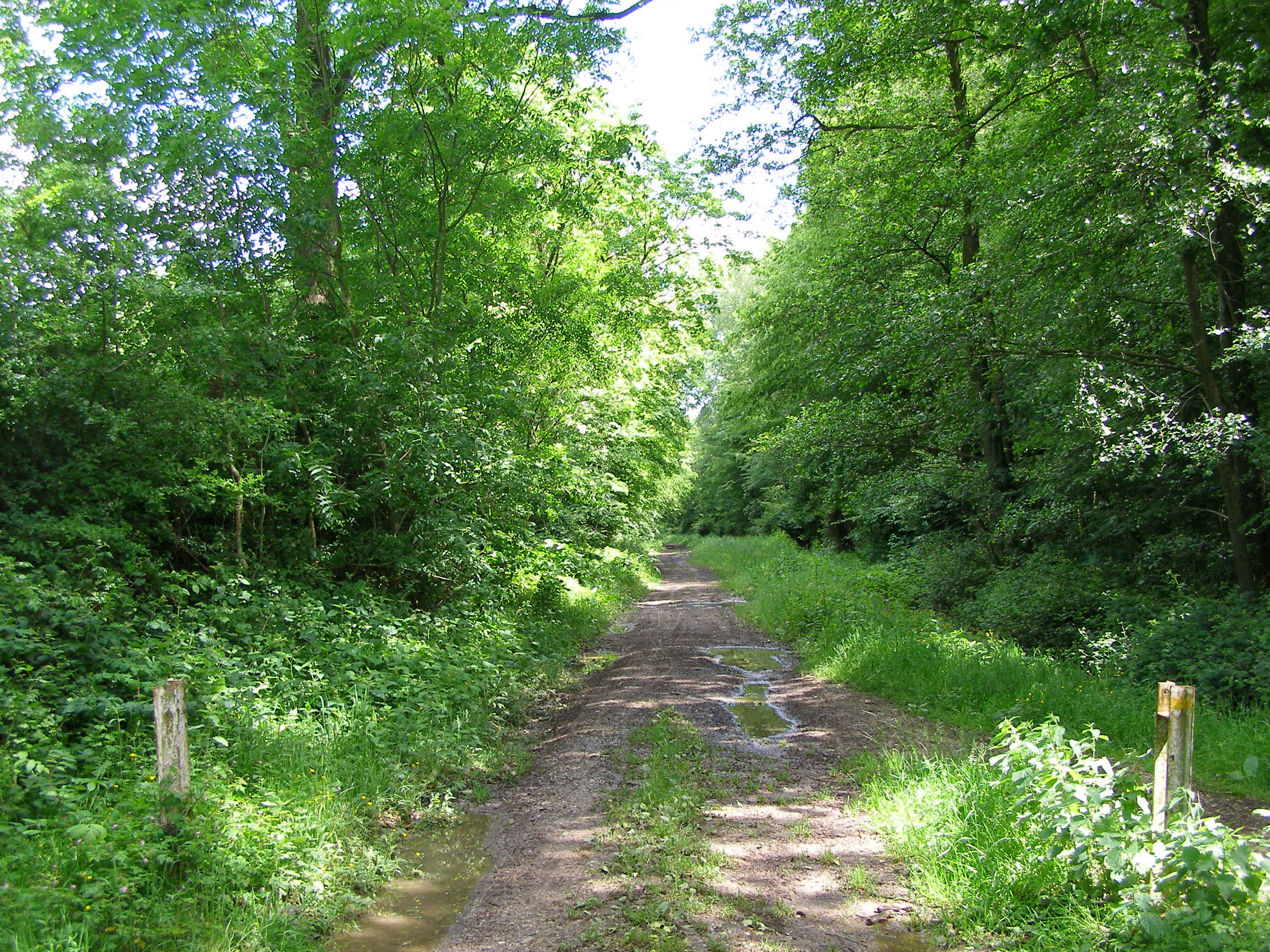
Circuit d'Avesnes.
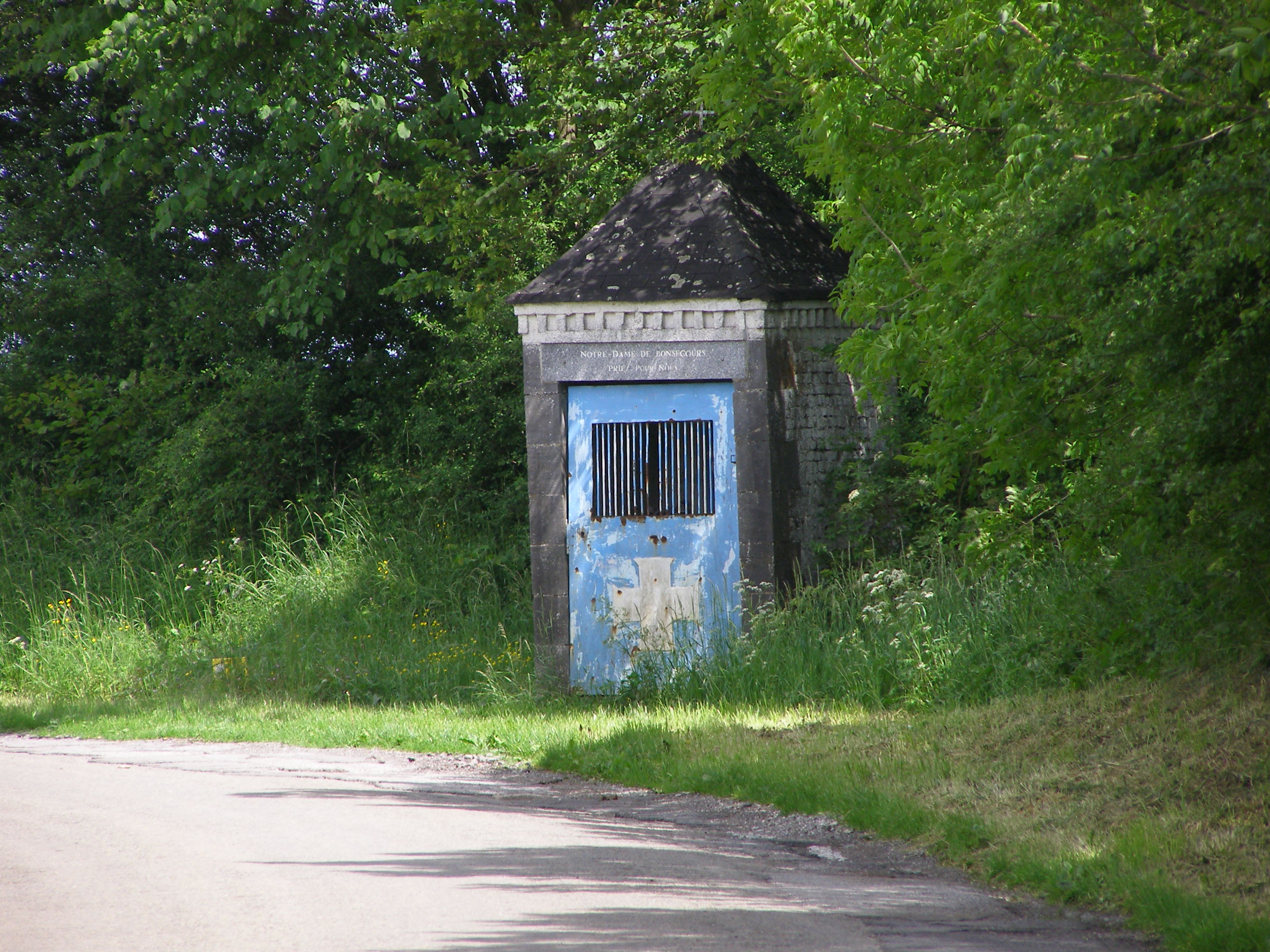
Notre Dame de Bon-secours.
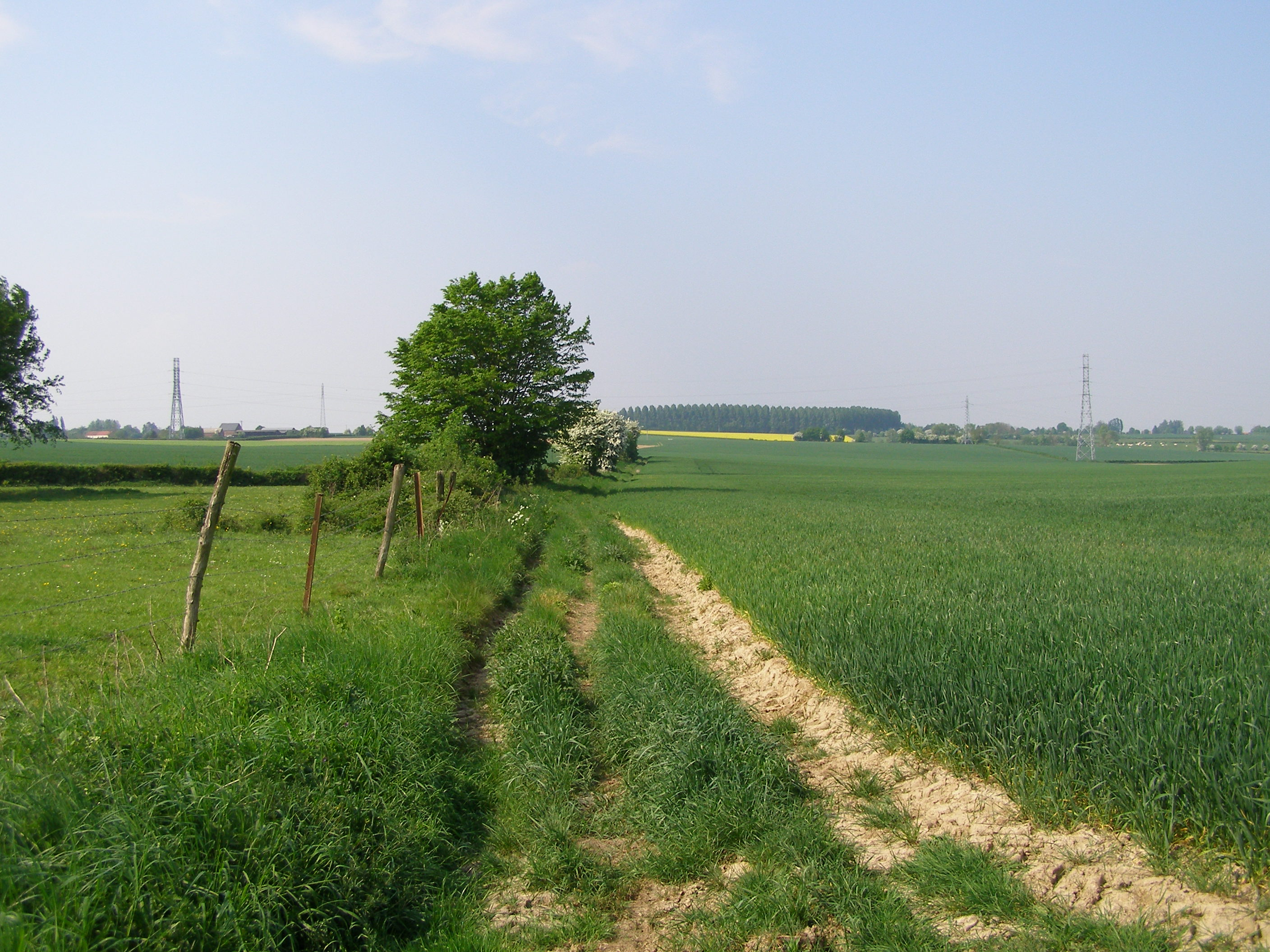
Chemin cannelle.

### Personnalités liées à la commune
- Jean-Philippe Janssens (1973- ), dit Jeanfi, humoriste, y a vécu.

### Héraldique
| Blason de Beaufort | Blason  | De gueules à trois écussons d'argent.            |
| Blason de Beaufort | Détails | Le statut officiel du blason reste à déterminer. |

## Pour approfondir